# Karacháis
Los karacháis (en cirílico: къарачайлыла, qaraçaylıla) son un pueblo túrquico del Cáucaso Norte, que se encuentran mayormente en la república rusa de Karacháyevo-Cherkesia

## Historia
Los karacháis son gentes túrquicas descendiente de los kipchaks, con una adición medieval de alanos. El estado de Alania fue establecido en la Edad Media y su capital fue Maghas, que algunos autores la localizan en Arjiz, en las montañas actualmente habitadas por los karachái. Otros autores los localizan en la moderna Ingusetia u Osetia del Norte - Alania. En el siglo XIV, Alania fue destruida por Tamerlán, y la población diezmada se dispersó en las montañas. La intervención de Tamerlán en el norte del Cáucaso introdujo en los pueblos locales en el islam.
Antes de acceder al Imperio Ruso en Karachái fue tres principados un reino unión. Los tres principales nombres de Karachái - Krymshamkhal, Duda, Karabash.
En 1828, el ejército ruso entró en el territorio de los karachái, y después de la guerra Ruso-Circasiana contra unas fuerzas militares de los montañeses numéricamente insignificantes, formalmente se anexó los territorios karachái. Entre 1831 y 1860, los karacháis se unieron a las sangrientas revueltas antirrusas llevadas a cabo por los pueblos del Cáucaso. Entre 1861 y 1880, para escapar de la represión del ejército ruso, gran cantidad de karacháis emigraron a Turquía. Entre el 1 de enero de 1921 y el 12 de diciembre de 1930, en los primeros tiempos soviéticos, las autoridades bolcheviques sofocaron la resistencia al gobierno soviético en la región de Karachái y otros territorios del Cáucaso. En 1942, el ejército alemán ocupó la región de Karachái.
En noviembre de 1943, el pueblo karachái fue reasentado forzosamente en las áreas desérticas de la RSS de Kazajistán y RSS de Kirguistán. La población nacional en ese momento era cerca de 80.000 personas, mayoritariamente niños, mujeres y ancianos. La mayoría de la población masculina estuvieron luchando contra los nazis en los frentes de la Segunda Guerra Mundial. Con la hambruna, el cólera, fiebre tifoidea y otras enfermedades, aproximadamente el 35% de la población pereció en 2 años, principalmente niños. De los 28.000 niños, murieron 22.000, aproximadamente el 78 %. En la actualidad, los ancianos dicen: "Esa época en el Asia central fue terrible para los karachayos: hambre, expulsión, y violencia militar; y los karacháis preferían morir que pedir limosna, mancillar su honor o el honor del clan".
Después de 14 años, durante el periodo de Nikita Jrushchov en 1957, se les dio la oportunidad de volver a sus tierras históricas. El primer grupo volvió el 3 de mayo de 1957. Los Karacháis celebran en la actualidad ese día y lo consideran el Día del Renacimiento.

## Geografía
La nación karachái, así como su nación hermana, los balkarios, ocuparon los valles y las laderas del Cáucaso Central en las orillas de los ríos Kubán, Zelenchuk, Malka, Baksan, Cherek y otros.
Los karacháis y los balkarios están muy orgullosos de su símbolo nacional, el Monte Elbrus, la montaña doble más alta de Europa con una altitud de 5.642 metros.
Las poblaciones con habitantes predominantemente karacháis son: Uchkulan, Huzruk, Kart Dzhurt, Arjyz, Dombái, Teberdá, Karacháyevsk, Ust-Dzhegutá, Uchkekén, Nóvaya Dzhegutá, Stáraya Dzhegutá, Kuzul Kala y Eltarkach.

## Orígenes
Los karacháis son un pueblo túrquico descendiente de los alanos.

## Idioma y religión
El karachayo es un dialecto del Idioma karachayo-bálkaro, y forma parte de la rama noroccidental de las lenguas túrquicas. La mayoría de los karachais sigue la fe islámica.

## Diáspora
La anexión por el Imperio ruso de la nación karachái tuvo como consecuencia una emigración masiva a Turquía al principio del siglo XX. Los karachais también fueron desplazados en masa en la época soviética en 1944 durante la campaña estalinista, hacia las RSS de Uzbekistán, RSS de Kazajistán y RSS de Kirguistán en el Asia central. En la época de Nikita Jrushchov, aún en la Unión Soviética, muchos karacháis fueron repatriados a sus lugares de origen desde el Asia central. Los karachais residentes en Turquía también emigraron a diversos países occidentales en busca de oportunidad económica. Hoy en día, hay una considerable comunidad karachai en Turquía en la zona de Eskişehir, en Uzbekistán, Estados Unidos y Alemania.

## Carácter nacional
El estilo de vida en los valles de las montañas del Cáucaso es una de las razones para la formación del particular carácter de los karachais. Los karachai viven en comunidades, que están divididas en clanes y familias: Uidegi - Ataul - Tukum - Tiire.
Los "tukum" o grupos de clanes más importantes son: Aci, Batcha (Batca), Baychora, Bayrimuk (Bayramuk), Bostan, Catto, Duda, Hubey (Hubi), Karabash, Laypan, Lepshok, Ozden, Silpagar, Teke, Toturkul, entre otros. Hay aproximadamente 32 tukums karacháis. El tukum es básicamente un clan familiar basado en el linaje.
El pueblo karachai es muy independiente en su comportamiento y amande de su libertad. hay fuertes tradiciones históricamente desarrolladas y costumbres que regulan sus vidas: bodas, funerales, pronunciamiento de las decisiones familiares, etc. Son fieramente leales a su inmediata familia, así como a su "tukum" o clan. Nunca ofenden a un invitado, y la cobardía es el más serio deshonor para un hombre.

## Frase célebre
"Los karachai son una nación neutral, que vive en los pies del Elbros, y son famoso por su lealtad, bondad y bravura."
León Tolstoi, novelista ruso y filósofo.